# Braize
Braize ist eine französische Gemeinde mit 259 Einwohnern (Stand 1. Januar 2022) im Département Allier in der Region Auvergne-Rhône-Alpes (vor 2016 Auvergne); sie gehört zum Arrondissement Montluçon und zum Kanton Bourbon-l’Archambault.

## Lage
Braize liegt an der Grenze zum Département Cher, etwa 38 Kilometer nordnordöstlich von Montluçon. Nachbargemeinden von Braize sind Charenton-du-Cher im Norden, Saint-Bonnet-Tronçais im Osten, Meaulne-Vitray im Süden, Urçay im Südwesten, Lételon im Westen sowie Coust im Nordwesten.

## Bevölkerungsentwicklung
| Jahr      | 1962 | 1968 | 1975 | 1982 | 1990 | 1999 | 2006 | 2011 | 2019 |
| Einwohner | 342  | 326  | 307  | 275  | 254  | 257  | 276  | 285  | 259  |

## Sehenswürdigkeiten
- Kirche Saint-Antoine aus dem 12. Jahrhundert, Monument historique seit 1933
- Findling Le Pas de la Mule, Schalenstein
- Schloss La Pacaudière

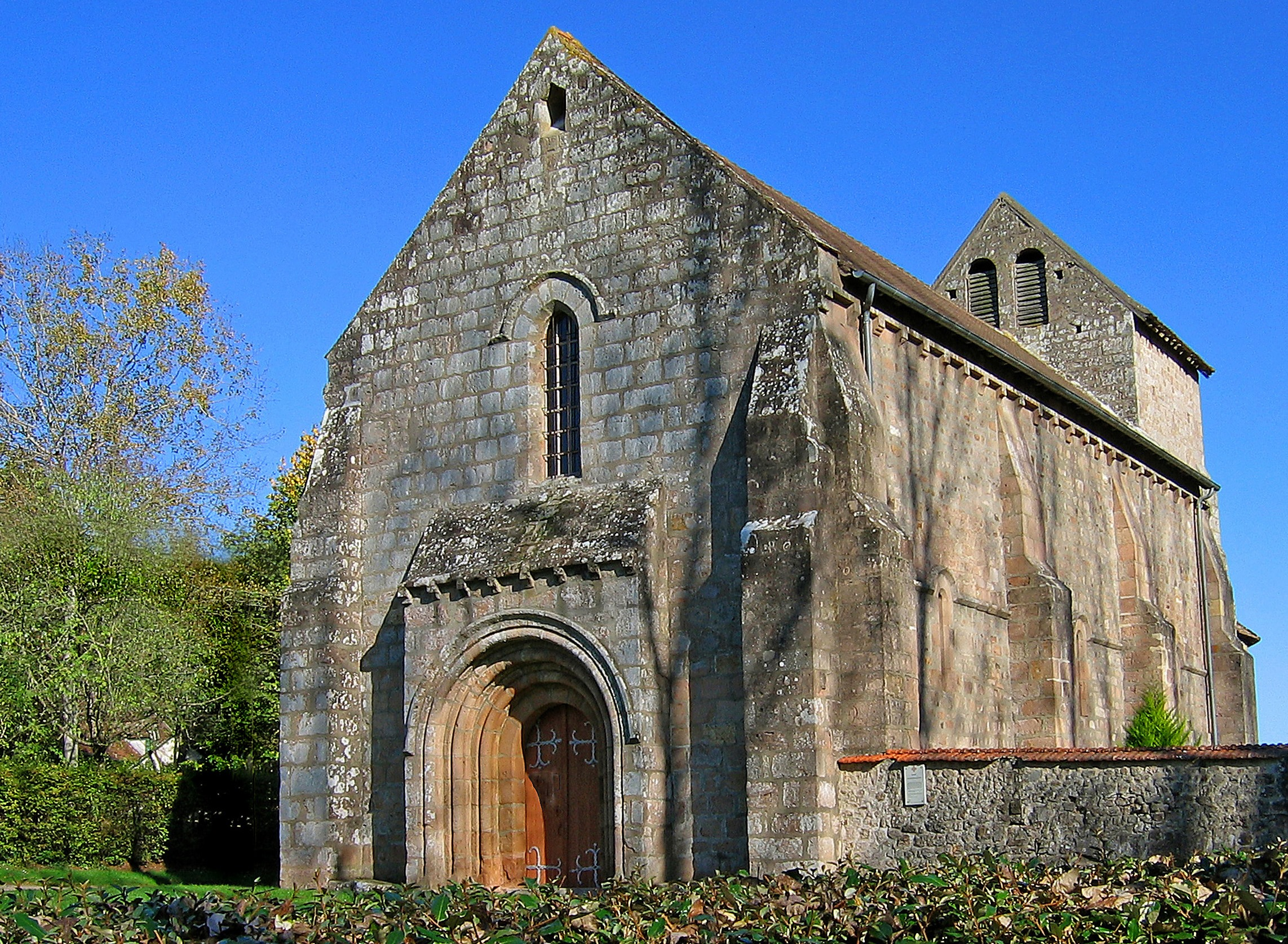
Kirche Saint-Antoine
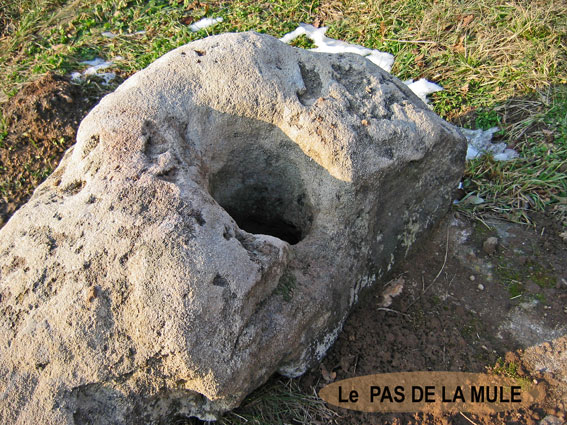
Schalenstein Le Pas de la Mule